# The Poor and Hungry
The Poor and Hungry – film fabularny (dramat) produkcji amerykańskiej z 2000 roku. Reżyserski debiut Craiga Brewera, a także jego film autorski.
Film kręcono w Memphis w stanie Tennessee (USA).

## Zarys fabuły
Złodziej samochodowy z Memphis zakochuje się w jednej ze swoich ofiar, atrakcyjnej wiolonczelistce.

## Nagrody i wyróżnienia
- 2000:
  - nagroda Hollywood Discovery w kategorii najlepszy cyfrowy film fabularny podczas Hollywood Film Festival
- 2001:
  - nagroda audiencji oraz nagrody Dreammaker i Tennessee Independent Spirit podczas Nashville Film Festival
- 2004:
  - nagroda dla „najlepszego filmy fabularnego” podczas Magnolia Independent Film Festival